# Without Reservations
 Without Reservations és una pel·lícula estatunidenca dirigida per Mervyn LeRoy, estrenada el 1946. Comèdia protagonitzada per Claudette Colbert i John Wayne,,i distribuïda per la RKO, va ser adaptada per Andrew Solt de la novel·la Thanks, God! I'll Take It From Here de Jane Allen i Mae Livingston. La primera escena mostra l'estudi de cinema "Arrowhead". És l'actual seu de la RKO Radio Pictures al 780 del Carrer Gower a Hollywood, canviany el cartell de la RKO per "Arrowhead".

## Argument
Kit Madden (Claudette Colbert) és una novel·lista, testimoni de l'adaptació cinematogràfica de la seva novel·la més popular. Per treballar en l'adaptació de la seva obra a la pantalla, fa el viatge de Nova York a Hollywood en tren. En el transcurs del seu periple, coneix Rusty i Dink, dos soldats d'infanteria de marina americans i sucumbirà a l'encant d'un d'aquests dos homes.

## Repartiment
- Claudette Colbert: Christopher 'Kit' Madden
- John Wayne: Rusty Thomas
- Don DeFore: Tinent Dink Watson
- Anne Triola: Consuela 'Connie' Callaghan
- Phil Brown: El soldat
- Frank Puglia: Ortega
- Thurston Hall: Henry Baldwin
- Dona Drake: Dolores Ortega
- Fernando Alvarado: El noi mexicà
- Charles Arnt: Venedor
- Louella Parsons: Ella mateixa
- Frank Wilcox: Jack
- Raymond Burr: Ell mateix
- Cary Grant: Ell mateix

## Producció
La pel·lícula, dirigida per Mervyn LeRoy en un guió de Andrew Solt basat en l'obra de Jane Allen i Mae Livingston (autora de la novel·la), va ser produïda per Jesse L. Lasky de Radio Pictures RKO i filmada a Chicago, Nova York i Chatsworth, a Califòrnia amb un pressupost estimat de 975.000 $. El títol provisional era Thanks, God, I'll Take It From Here.